# Formula 1 Simulator
Formula 1 Simulator (Titel für Enterprise 64/128: Race Ace) ist ein Rennspiel, das ab 1984 für diverse Heimcomputer umgesetzt und veröffentlicht wurde.

## Spielprinzip
In dieser Formel-1-Simulation geht es darum, auf zehn Rennstrecken mit jeder absolvierter Runde den Highscore zu erhöhen. Dazu hat man acht Runden Zeit und muss dies innerhalb des Zeitlimits schaffen. Die meisten Kurse erinnern entfernt an ihre Vorbilder wie etwa Monaco, Monza, Silverstone, Zandvoort oder den Österreichring.
Die Umsetzung für die Commodore-264-Serie verfügt nur über eine Strecke, welche entfernt an den Fuji Speedway erinnert.

## Kritiken
Das Spiel erhielt eher gemischte Kritiken. Insbesondere die Umsetzung für die Commodore-264-Serie wurde gelobt und gilt dort auch heute noch als eines der besten und bekanntesten Spiele:
C16, Plus/4:
- ASM 4/86: 10/10 (Grafik 8/10, Sound 9/10)

C64:
- Happy Computer Sonderheft 11: 35 % (Grafik 34 %, Sound 69 %)[4]